# Rumilly (Pas-de-Calais)
Rumilly is een gemeente in het Franse departement Pas-de-Calais (regio Hauts-de-France) en telt 255 inwoners (1999). De plaats maakt deel uit van het arrondissement Montreuil.

## Geografie
De oppervlakte van Rumilly bedraagt 7,0 km², de bevolkingsdichtheid is 36,4 inwoners per km².
De onderstaande kaart toont de ligging van Rumilly (Pas-de-Calais) met de belangrijkste infrastructuur en aangrenzende gemeenten.

## Demografie
Onderstaande figuur toont het verloop van het inwonertal (bron: INSEE-tellingen).